# Беляев, Сергей Степанович
Сергей Степанович Беляев (17 июля 1922, Киево, Ярославская губерния — 17 октября 1981, Ярославль) — советский художник, участник Великой Отечественной войны.

## Биография
Сергей Степанович Беляев родился 17 июля 1922 года в селе Киево (ныне — Первомайского района Ярославской области).
Учился рабочей художественной студии при Ярославском союзе художников (1937—1941). Автор живописных и графических работ на фронтовые и исторические темы (рисунки, акварель, офорт). Известные серии «Берлин», «Дрезден» (1945—1946) и другие.
Во время Великой Отечественной войны был артиллеристом-наводчиком, телефонистом, стрелком, военным чертежником. Воевал на Калининском, 2-м Белорусском фронтах, участвовал в освобождении Украины, Польши, воевал в Румынии, штурмовал Берлин.
После войны С. С. Беляев был направлен маршалом бронетанковых войск М. Е. Катуковым в художественную студию им. Грекова, где учился с 1945 по 1946 годы. Жил в Ярославле.
В 1948 году стал членом Союза художников России. Участник областных, зональных, республиканских и всесоюзных выставок. Персональные выставки — Ярославль (1946, 1970, 1982, 1984)
Сергей Степанович Беляев скончался 17 октября 1981 года в Ярославле.
Награждён орденом «Красной Звезды» и медалями «За боевые заслуги», юбилейными памятными медалями.
В Ярославском художественном музее хранится более 100 его графических работ.

## Награды и звания
- Орден Красной Звезды
- Медаль «За боевые заслуги»